# Langsnuitpijlstaartrog
De langsnuitpijlstaartrog (Hypanus guttatus) is een vis uit de familie van pijlstaartroggen (Dasyatidae), orde adelaarsroggen (Myliobatiformes), die voorkomt in het westen en het zuidwesten van de Atlantische Oceaan. De vis wordt in aanzienlijke aantallen in de kustwateren van Suriname aangetroffen.

## Beschrijving
De langsnuitpijlstaartrog kan een lengte bereiken van 200 cm.

## Voorkomen
Het is een zoutwatervis die voorkomt in een tropische wateren. De diepte waarop de soort voorkomt is maximaal 36 m onder het wateroppervlak.

## Relatie tot de mens
De langsnuitpijlstaartrog is voor de visserij van beperkt commercieel belang. Voor de mens is de langsnuitpijlstaartrog niet geheel ongevaarlijk; hij kan verwondingen veroorzaken met de giftige stekel op zijn staart.